# Golden Valley (North Dakota)
Golden Valley is een plaats (city) in de Amerikaanse staat North Dakota, en valt bestuurlijk gezien onder Mercer County.

## Demografie
Bij de volkstelling in 2000 werd het aantal inwoners vastgesteld op 183.
In 2006 is het aantal inwoners door het United States Census Bureau geschat op 171, een daling van 12 (-6,6%).

## Geografie
Volgens het United States Census Bureau beslaat de plaats een oppervlakte van
1,9 km², geheel bestaande uit land. Golden Valley ligt op ongeveer 596 m boven zeeniveau.

## Plaatsen in de nabije omgeving
De onderstaande figuur toont nabijgelegen plaatsen in een straal van 36 km rond Golden Valley.